# Pfaffenschneide
Die Pfaffenschneide (auch Pfaffenschneid oder Zuckerhütl-Westgipfel) ist ein von Nordosten nach Südwesten verlaufender, stark ausgeprägter Berggrat in unmittelbarer Nähe westlich des Zuckerhütls im Hauptkamm der Stubaier Alpen. Sie liegt im österreichischen Bundesland Tirol. Der Grat ist etwa einen Kilometer lang und erreicht am höchsten Vermessungspunkt eine Höhe von 3498 Metern. Der tiefste Punkt liegt am Südwestende auf einer Höhe von 3206 Metern, der nordöstlichste Punkt erreicht 3432 Meter. Da von einer Besteigung des Zuckerhütls im Sommer wegen Steinschlags abgeraten wird, ist der Gipfel der Pfaffeschneide unter der Bezeichnung Zuckerhütl-Westgipfel alternatives Ziel von Bergsteigern.

## Lage

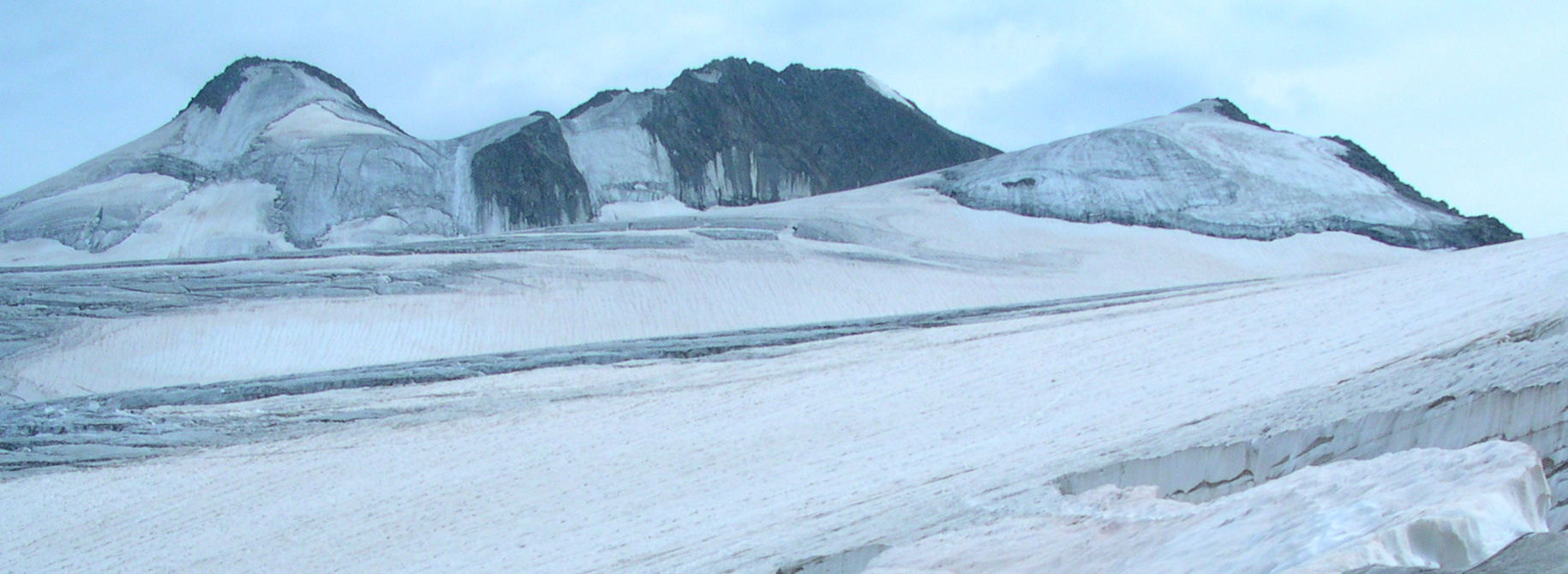
Links das Zuckerhütl, rechts davon die Pfaffenschneid vom Sulzenauferner aus

Die Pfaffenschneide liegt etwa 10 Kilometer Luftlinie südwestlich von Ranalt im Stubaital und ca. 8 km nordöstlich vom Timmelsjoch. Nordöstlich geht die Pfaffenschneide über in den Westgrat des Zuckerhütls, das eine Höhe von 3505 Metern aufweist. Nach Südosten hin beträgt ihre Wandhöhe maximal etwa 500 Meter mit einer Neigung bis 40°, unterhalb liegt der Triebenkarlasferner. Die Nordwestseite ist bis oben hin vergletschert mit einer Neigung von 60 bis 70°, hier reicht der Pfaffenferner weit hinauf. Klimabedingt geht die Vergletscherung in der Steilflanke jedoch zurück. Nördlich verläuft zudem ein Grat, der zum Pfaffenjoch hinabführt, dieser Grat trennt den weitläufigen Sulzenauferner vom Pfaffenferner. Südwestlich führt der Grat dagegen hinüber zum 3129 Meter hohen Gaiskogel, getrennt durch das Gebirgsjoch Gamsplatzl (3019 m). Südlich liegt der Triebenkarsee.

## Geschichte
Der Grat wurde im Sommer 1863 zuerst von Ludwig Barth und Leopold Pfaundler begangen.
Seit 2021 ziert eine Madonna des Stubaier Künstlers Hansjörg Ranalter den Gipfel.

## Stützpunkte und Route
Der Weg der Erstbesteiger von 1863 führte von der nördlich gelegenen Mutterbergalm aus über den Fernauferner hinauf zum Pfaffenjoch und über den schwach ausgeprägten Nordgrat auf die Schneide.
Der heutige Normalweg zur Pfaffenschneide führt entweder von der südlich gelegenen Siegerlandhütte, auf 2710 Metern Höhe, aus, oder von der westnordwestlich gelegenen Hildesheimer Hütte (2899 m). Von hier aus verläuft der Weg in südöstlicher Richtung bis zum Gamsplatzl. Dann geht es über den Pfaffenferner als Hochtour (nur mit entsprechender Ausrüstung und Erfahrung) bis zu einer Höhe von 3230 Metern. Der Anstieg weist nur in der direkten Gratüberschreitung vom Gamsplatzl zum Punkt 3230 m Kletterstellen mit, laut Literatur, großer Schwierigkeit im UIAA Grad IV auf. Die Gehzeit von der Hildesheimer Hütte beträgt bis zum Zuckerhütl, laut Literatur, 3½, von der Siegerlandhütte 4½ Stunden.